# Julio Saraceni
Julio Saraceni (Buenos Aires, Argentina, 10 de octubre de 1912 - 12 de octubre de 1998) fue un guionista y director de cine argentino. Fue uno de los fundadores de la entidad Directores Argentinos Cinematográficos en 1958.

## Carrera profesional
Julio Saraceni inició su relación con el cine con la escenografía realizada en 1937 para la película La virgencita de madera dirigida por Sebastián M. Naón, el mismo año dirigió el mediometraje Fórmula secreta y debutó como director al año siguiente con Noches de Carnaval, que intentó convertirse en vehículo para la popularidad de Florencio Parravicini. Vino luego Intrusa con Olga Casares Pearson y Ángel Walk, dos estrellas de la radiofonía.
En 1947 dirigió El misterio del cuarto amarillo, sobre la célebre novela policial del escritor francés Gastón Leroux, que contó con la participación de estrellas de la época: Santiago Gómez Cou, con su magnífica voz abaritonada; Herminia Franco, en posesión de una desconcertante belleza madura; Tito Alonso, convincente en su papel del joven periodista aventurero; Florén Delbene, Adolfo Stray y Nathán Pinzón.
Dirigió a muchísimas figuras populares: Mirtha Legrand en María Celeste (1945), Fidel Pintos en El hermoso Brummel (1951), Los Cinco Grandes del Buen Humor en   Veraneo en Mar del Plata en 1954,  Los peores del barrio en 1955) y El satélite chiflado en 1956), Niní Marshall en Catita es una dama en 1956 y Cleopatra era Cándida en 1964, José Marrone en Cristóbal Colón en la Facultad de Medicina en 1962 y Alias Flequillo en 1963, Carlos Balá en Canuto Cañete, conscripto del Siete en 1963, Pepe Biondi en Patapúfete en 1967 y Sandro en El deseo de vivir en 1971. También Saraceni supo sacar partido de algunos grandes cantantes que ya habían actuado en cine y logró éxitos populares como en el caso de Alberto Castillo, en su primer gigantesco suceso, La barra de la esquina (1950) y de Lolita Torres, en La mejor del colegio (1953) y también en Un novio para Laura (1955), donde hace un cameo personificando a un director de cine filmando una escena en exteriores, quien sube a una grúa elevándose por sobre el nivel del suelo. Su último largometraje fue Los superagentes contra los fantasmas de 1982 y se dedicó luego a producir programas para los canales 9 y 11 y a filmar documentales.

## Valoración
Para el crítico Alfredo Julio Grassi, Julio Saraceni fue “un hombre representativo del argentino medio, que demostró ser capaz de pasar de un film a otro sin preocuparse por la diferencia de géneros y temas, limitación de recursos, incomprensión de la crítica... satisfecho de poderse expresar con el lenguaje universal de un cine nacional común y corriente, que buscaba su camino, sin pretensiones de pensador intelectual, pero capaz de emocionar y entretener a las grandes masas de sencillos cinéfilos de aquel entonces con sus versiones de obras populares famosas.”
Grassi lo recuerda como un ser humano muy querible, que siempre hablaba con tono moderado, se mostraba lleno de consideración, sonriente, afable, con inalterable buen carácter, profundo sentido del humor y una espontánea sonrisa a flor de labios que pasó por todos los géneros posibles con pareja solvencia profesional y sintetiza: “No era un genio pero supo hacer bien las cosas, desde la comedia liviana hasta el drama, la historia sentimental y la parodia.“
La nota publicada en diario La Nación con motivo de su fallecimiento dice que Saraceni “fue hombre de industria, hábil en el manejo de los actores y diestro para descubrir el punto de contacto entre la estrella y el sitio donde el público deseaba verla. Alternó en su carrera el trabajo con los grandes y con los pequeños, a quienes llevó a alturas de popularidad…. fue maestro en las boleterías y, por eso, hombre de confianza para los productores, para quienes trabajó sin distinción ni agotamiento … En su labor fue cuidadoso y sutil, articulaba como los viejos artífices la narración directa y clara, mediante un montaje invisible y un manejo de los planos donde el actor ocupó siempre el mejor lugar.”

## Su fallecimiento
Julio Saraceni falleció en Buenos Aires el 12 de octubre de 1998. Padecía desde unos diez años antes de una hemiplejía y el 18 de julio de 1994 fue uno de los afectados por la explosión de la AMIA, de la cual habitaba a solo cincuenta metros, sobre la calle Viamonte. Vivió sus últimos años casi en la indigencia, ayudado por un subsidio del Instituto Nacional de Cine y Artes Audiovisuales, olvidado por casi todos y apenado por la muerte de Argentina Mori, su mujer y asistente de dirección en la mayor parte de sus filmes, ocurrida dos años antes de la suya. 

## Filmografía
Director
- Los superagentes contra los fantasmas (1986)
- Buenos Aires tango (1982)
- Contacto en Argentina o Alejandra, mon amour (1980)
- Patolandia nuclear (1978)
- La obertura (1977)
- Te necesito tanto, amor (1976)
- Carmiña: Su historia de amor (1975)
- Rolando Rivas, taxista (1974)
- Allá en el Norte (1973)
- El deseo de vivir (1973)
- Vuelvo a vivir, vuelvo a cantar (1971)
- Joven, viuda y estanciera (1970)
- El novicio rebelde (1968)
- Villa Cariño (1967)
- El glotón (1967)
- Patapúfete! (1967)
- Muchachos impacientes (1966)
- Disloque en el presidio (1965)
- Esta noche mejor no (1965)
- Cuidado con las colas (1964)
- El gordo Villanueva (1964)
- Cleopatra era Cándida (1964)
- Alias Flequillo (1963)
- Cuando calienta el sol (1963)
- El mago de las finanzas (1962)
- Cristóbal Colón en la Facultad de Medicina (1962)
- La maestra enamorada (1961)
- La hermosa mentira (1958)
- Del cuplé al tango (1958)
- Marta Ferrari (1956)
- El satélite chiflado (1956)
- Catita es una dama (1956)
- Un novio para Laura (1955)
- Más pobre que una laucha (1955)
- Los peores del barrio (1955)
- Veraneo en Mar del Plata (1954)
- La edad del amor (1954)
- Por cuatro días locos (1953)
- La mejor del colegio (1953)
- Bárbara atómica (1952)
- La última escuadrilla (1951)
- El hermoso Brummel (1951)
- Buenos Aires, mi tierra querida (1951)
- La barra de la esquina (1950)
- Alma de bohemio (1949)
- Nace la libertad (1949)
- El misterio del cuarto amarillo (1947)
- Cumbres de hidalguía (1947)
- La caraba (1947)
- María Celeste (1945)
- Los tres mosqueteros (1946)
- Nuestra Natacha (1944)
- La importancia de ser ladrón (1944)
- La intrusa (1939)
- Noches de Carnaval (1938)
- Fórmula secreta (1937) (mediometraje)

Guionista
- La obertura (1977)
- Peluquería de señoras (1941)
- El susto que Pérez se llevó (1940)

Autor de la idea
- Destino de un capricho (1972)

Ayudante de dirección
- Mamá Gloria (1941)

Diseñador de Producción
- La virgencita de madera (1937) dir. Sebastián M. Naón.